# Kanton Chartres-Nord-Est
Kanton Chartres-Nord-Est (francouzsky Canton de Chartres-Nord-Est) je francouzský kanton v departementu Eure-et-Loir v regionu Centre-Val de Loire. Tvoří ho 19 obcí.

## Obce kantonu
- Berchères-Saint-Germain
- Briconville
- Challet
- Champhol
- Chartres (severovýchodní část)
- Clévilliers
- Coltainville
- Fresnay-le-Gilmert
- Gasville-Oisème
- Jouy
- Poisvilliers
- Saint-Prest